# Shoal Lake 37A
Shoal Lake 37A är ett reservat i Kanada.   Det ligger i provinsen Manitoba, i den sydöstra delen av landet, 1 500 km väster om huvudstaden Ottawa.
I omgivningarna runt Shoal Lake 37A växer i huvudsak blandskog. Trakten runt Shoal Lake 37A är nära nog obefolkad, med mindre än två invånare per kvadratkilometer.